# Leptotarsus variegatus
Leptotarsus variegatus är en tvåvingeart som först beskrevs av Edwards 1923.  Leptotarsus variegatus ingår i släktet Leptotarsus och familjen storharkrankar. Inga underarter finns listade i Catalogue of Life.